# Kawasaki OH-1 Ninja
OH-1 Ninja — японский разведывательный и ударный вертолёт . Создан группой компаний, в которую входят такие фирмы как Кавасаки Хэви Индастриз (КХИ), Мицубиси Хэви Индастриз, (MHI) и Фудзи Хэви Индастриз (FHI).
Проектировался для нужд японской армии. Первый полёт совершил в 1996 году. В 2000 году японские военно-воздушные силы приняли OH-1 Ninja на вооружение.

## Конструкция
Вертолёт имеет узкий фюзеляж шириной 1 м, кабину экипажа с тандемным расположением лётчика и оператора вооружения, крылья небольшого размаха, неубираемое колёсное шасси с хвостовой опорой.

В динамической системе впервые в Японии применены бесшарнирная втулка, изготовленная из композитов, и четырёхлопастный несущий винт.
Примерно 40 % конструкции вертолёта ОН-Х, в том числе лопасти несущего винта, изготовлены из композитов.

Применение восьмилопастного асимметричного рулевого винта типа фенестрон уменьшает вибрации, уровень шума и вероятность повреждения лопастей деревьями и другими препятствиями.
Вертолёт ОН-Х оснащён двумя турбовальными двигателями XTS1-10 мощностью по 885 л. с. с цифровой диагностической системой и входными фильтрами механических частиц.
Крылья, установленные по бокам средней части фюзеляжа, используются в первую очередь для подвески УР класса «воздух-воздух» малого радиуса действия и создания дополнительной подъёмной силы.

## Авионика
В каждой кабине, передней — лётчика и задней — второго лётчика (наблюдателя), установлено по два многофункциональных жидкокристаллических дисплея, сопряжённые с шиной данных MIL-STD 1533В. В состав бортового электронного оборудования входят нашлемные дисплеи и повышающая устойчивость автоматическая система управления полётом. Специально для вертолёта ОН-X разрабатывается гидростабилизированная система наблюдения с обзором 110 градусов по азимуту и 40 градусов по углу места. В систему входит цветная телевизионная подсистема, способная работать с условиях низкой освещённости, лазерный дальномер и тепловизор обзора передней полусферы.

## Тактико-технические характеристики
Приведённые характеристики соответствуют модификации OH-1.
Источник данных: Jane's, 2004; JSDF.

Технические характеристики
- Экипаж: 2 (пилот и наблюдатель)
- Длина: 13,4 м
- Длина фюзеляжа: 12,0 м
- Диаметр несущего винта: 11,6 м
- Размах крыла: 3,0 м

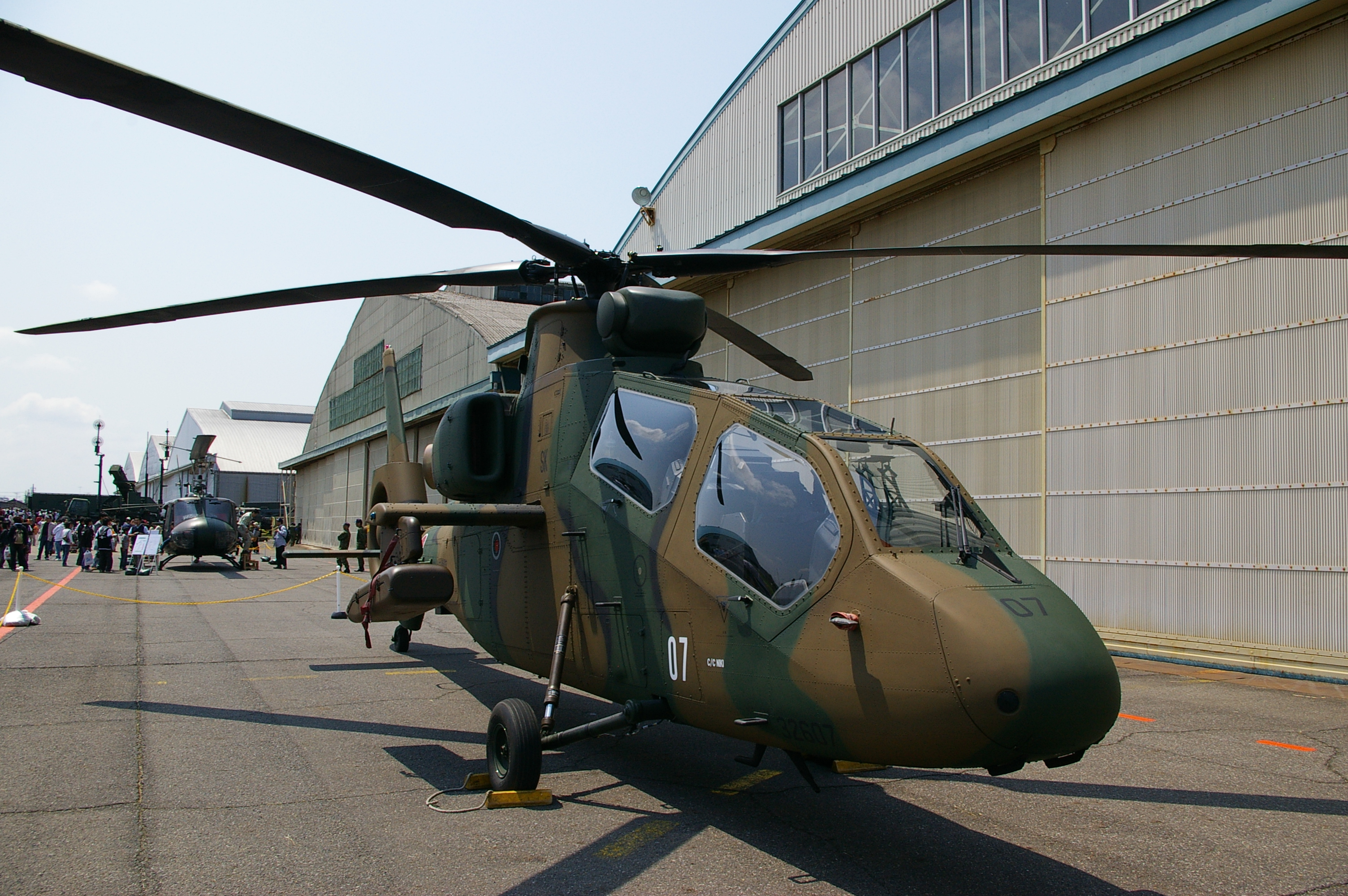
Kawasaki OH-1 Ninja. Вид спереди

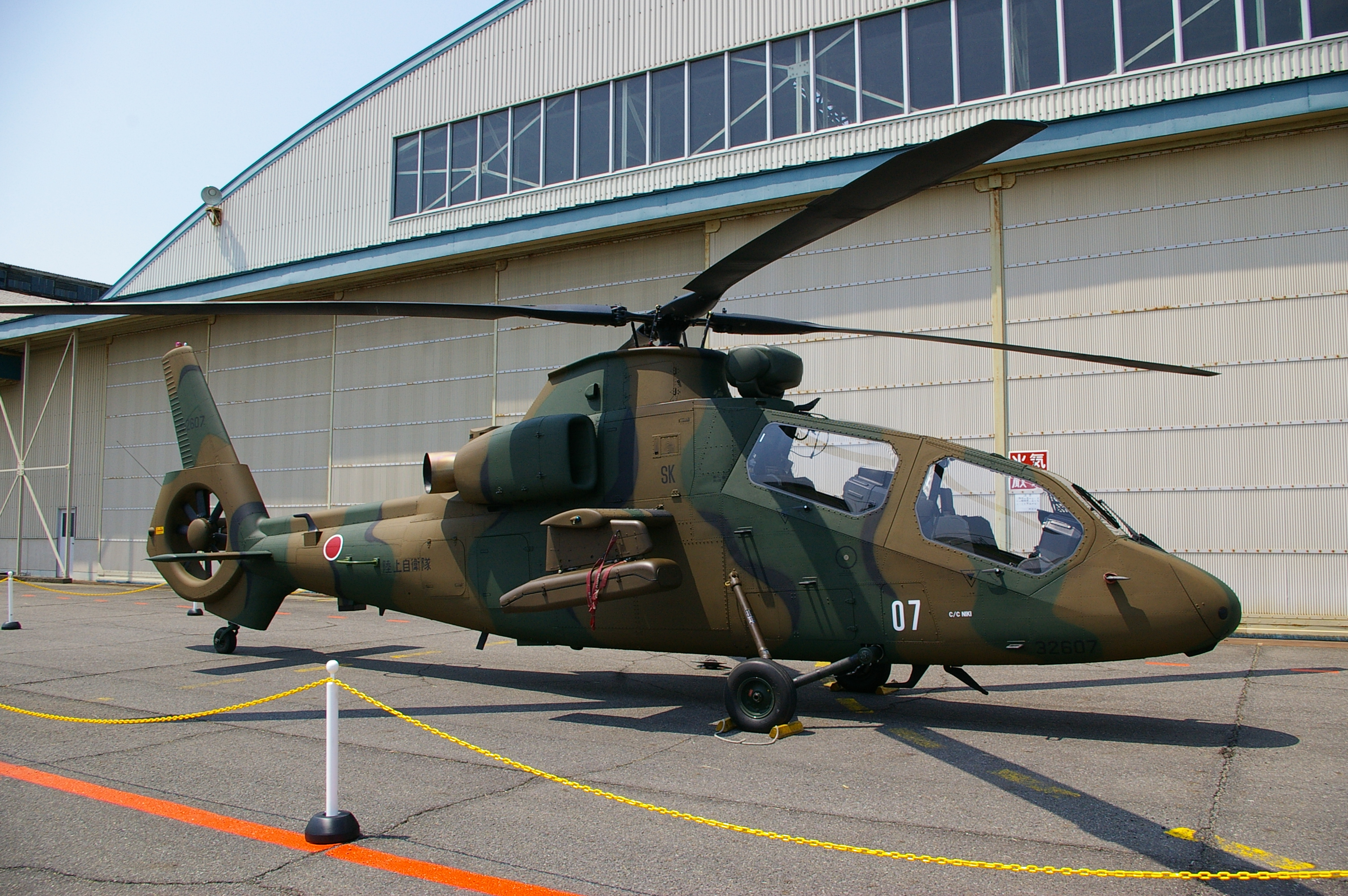
Kawasaki OH-1 Ninja. Вид сбоку

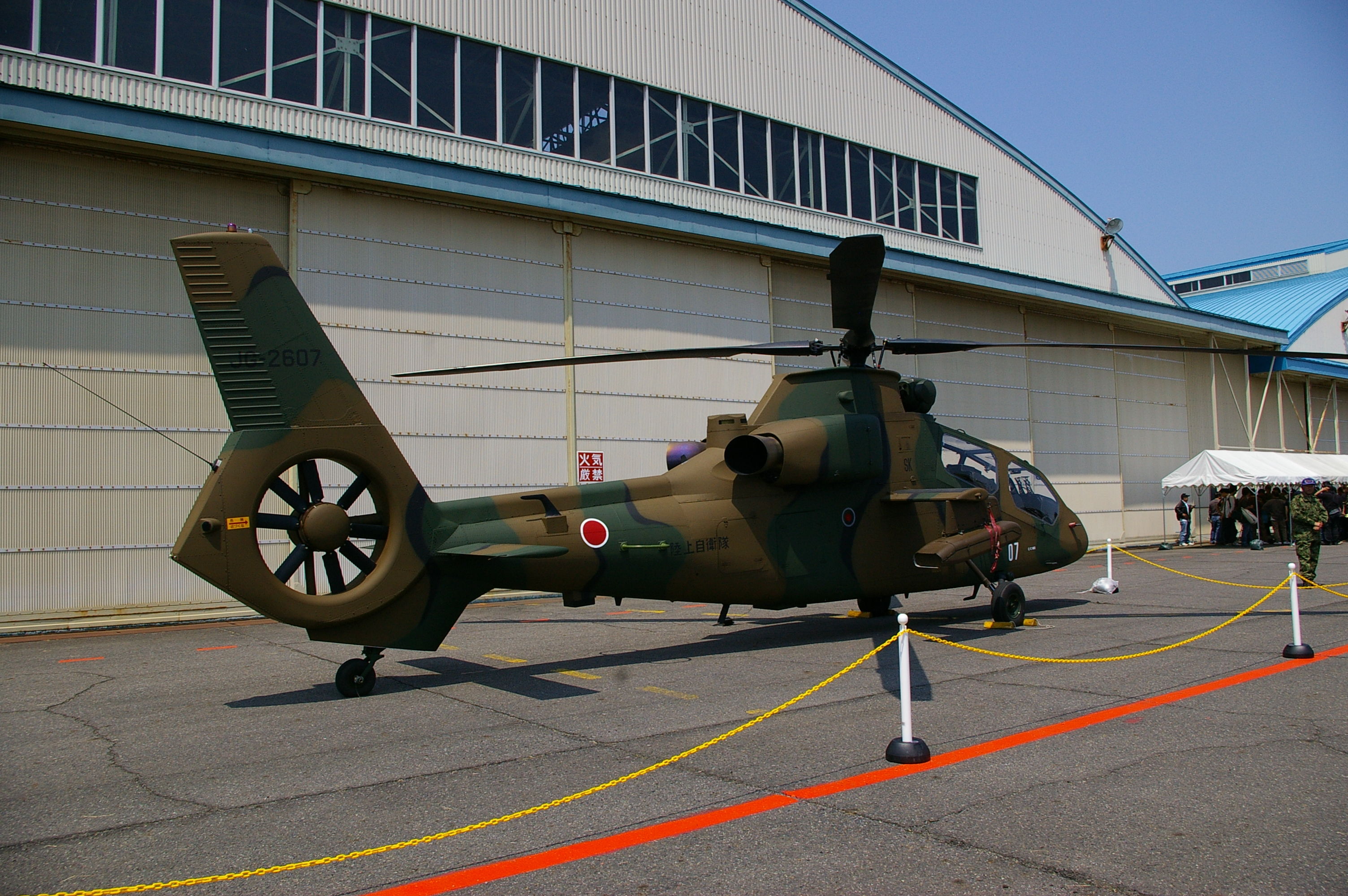
Kawasaki OH-1 Ninja. Вид сзади

- Максимальная ширина фюзеляжа: 1,0 м
- Высота: 3,8 м (с хвостовым винтом)
- Площадь, ометаемая несущим винтом: 105,68 м²
- Масса пустого: 2450 кг
- Нормальная взлётная масса: 3550 кг
- Максимальная взлётная масса: 4000 кг
- Силовая установка: 2 × турбовальных Mitsubishi TS1-10QT
- Мощность двигателей: 2 × 888 л. с. (2 × 662 кВт (взлётная))

Лётные характеристики
- Максимальная скорость: 277 км/ч
- Крейсерская скорость: 220 км/ч
- Боевой радиус: 200 км
- Практическая дальность: 550 км
- Практический потолок: 4880 м
- Нагрузка на диск: 37,9 кг/м²
- Максимальная эксплуатационная перегрузка: + 3,5/-1 g

Вооружение
- Боевая нагрузка: 132 кг
- Управляемые ракеты:  
  - ракеты «воздух-воздух»: 4 × Toshiba 91

## На вооружении
- Япония: Сухопутные силы самообороны Японии — 36 OH-1, по состоянию на 2018 год[3]